# Lawrence Tibbett

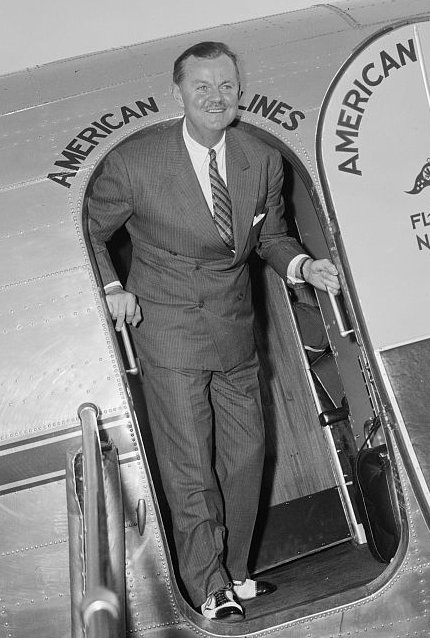
Lawrence Tibbett

Lawrence Mervil Tibbett (* 16. November 1896 in Bakersfield; † 15. Juli 1960 in New York) war ein US-amerikanischer Opernsänger (Bariton) und Filmschauspieler.

## Leben
Geboren wurde Lawrence Tibbett in Bakersfield in Kalifornien. Bereits mit 27 Jahren wurde er im Jahre 1923 an die Metropolitan Opera in New York verpflichtet, der er bis 1948 verbunden blieb.
Zu den Paraderollen von Lawrence Tibbett zählten der Simon Boccanegra und der Ford im Falstaff von Giuseppe Verdi.
In den 1930er Jahren trat Lawrence Tibbett auch als Schauspieler in Hollywoodfilmen auf, erstmals in der Operettenadaption Banditenlied (The Rogue Song) nach Franz Lehárs Zigeunerliebe.
Lawrence Tibbett starb 1960 in New York an den Folgen eines häuslichen Unfalls. Sein Grab befindet sich im Forest Lawn Memorial Park in Glendale, Kalifornien.

## Filmografie
- 1930: Banditenlied (The Rogue Song)
- 1930: New Moon
- 1931: The Prodigal
- 1931: Das Mädel aus Havanna (The Cuban Love Song)
- 1935: Metropolitan
- 1936: Under Your Spell
- 1951: Armstrong Circle Theatre (Fernsehserie, 1 Folge)